# Chronologie des conflits maritimes entre Charlemagne et les Sarrasins
En 795 quand Charlemagne établit la marche d’Espagne, il sécurise son territoire contre les Sarrasins. Le conflit entre les Arabes et les Carolingiens va désormais se déplacer en Méditerranée occidentale.
Charlemagne remporte quelques succès initiaux, mais sans véritable flotte, ces victoires ne sont pas pérennes. Il doit donc se résoudre à une stratégie défensive, essayant la diplomatie déjà tentée quelques décennies plus tôt (notamment en 765 et 768) et parant difficilement les coups qui lui sont portés. Toutefois, à la différence de ses successeurs, Charlemagne ne s’est jamais résigné à laisser le champ libre aux Sarrasins en Méditerranée.

## Chronologie
- 795 : établissement de la marche d'Espagne sur laquelle s’appuie Louis, roi d'Aquitaine et fils de Charlemagne, pour s’emparer de Barcelone en 801.
- 799 : expédition victorieuse des troupes de Charlemagne pour récupérer les Baléares prises l’année précédente par les Sarrasins ; cette victoire demeure sans lendemain, les Francs ne pouvant se maintenir dans ces îles.
- 806 : les Sarrasins s’étant emparés de la petite île italienne de Pantalarée, et ayant vendu comme esclaves les moines qui y résidaient, Charlemagne les fait racheter.
- 806 : Pépin d'Italie (777,+810) le fils de Charlemagne, chasse les Sarrasins de la Corse qui retombe dès l’année suivante sous leur domination.
- 807 : Charlemagne envoie en Corse le connétable Burchard pour y déloger les Sarrasins ; mais la victoire est éphémère.
- 808 : le pape Léon III parlant des mesures prises contre les Sarrasins en Italie, demande à Charlemagne de s’occuper de la défense de la Corse et de la Sardaigne.
- 810 : Haroun-al-Raschid dépêche une ambassade à Charlemagne.
- 812 : les Sarrasins d’Afrique, malgré une flotte grecque renforcée par des bateaux de Gaète et d’Amalfi, pillent les îles italiennes de Lampédouse, Ponza et Ischia. Charlemagne envoie des renforts commandés par son cousin Wala au pape Léon III.
- 812 : Charlemagne signe un traité avec El-Hakem l’Espagnol ; cette tentative n’a pas de suite.
- 813 : une terrible tempête ayant détruit une flotte sarrasine de cent navires, ralentit quelque peu les razzias des Arabes d’Espagne, qui pillent peu après Civitavecchia, Nice, la Sardaigne et la Corse d’où ils ramènent des captifs.

## Source
- Henri Pirenne, Mahomet et Charlemagne, pages 126-127